# Mode en 1900
La mode en 1900 ou mode de la Belle Époque se caractérise, dans la silhouette féminine, par un goût pour les lignes souples, les courbes, les volutes et les dentelles, dans l'esprit direct de l'Art nouveau, tandis que la silhouette masculine reste très sobre, très sombre et mince, comme tout au long du XIXe siècle. Cette période de prospérité et de relative insouciance donne lieu à une mode qui oscille entre luxe abondant et désir de légèreté.

## L'évolution de la silhouette masculine

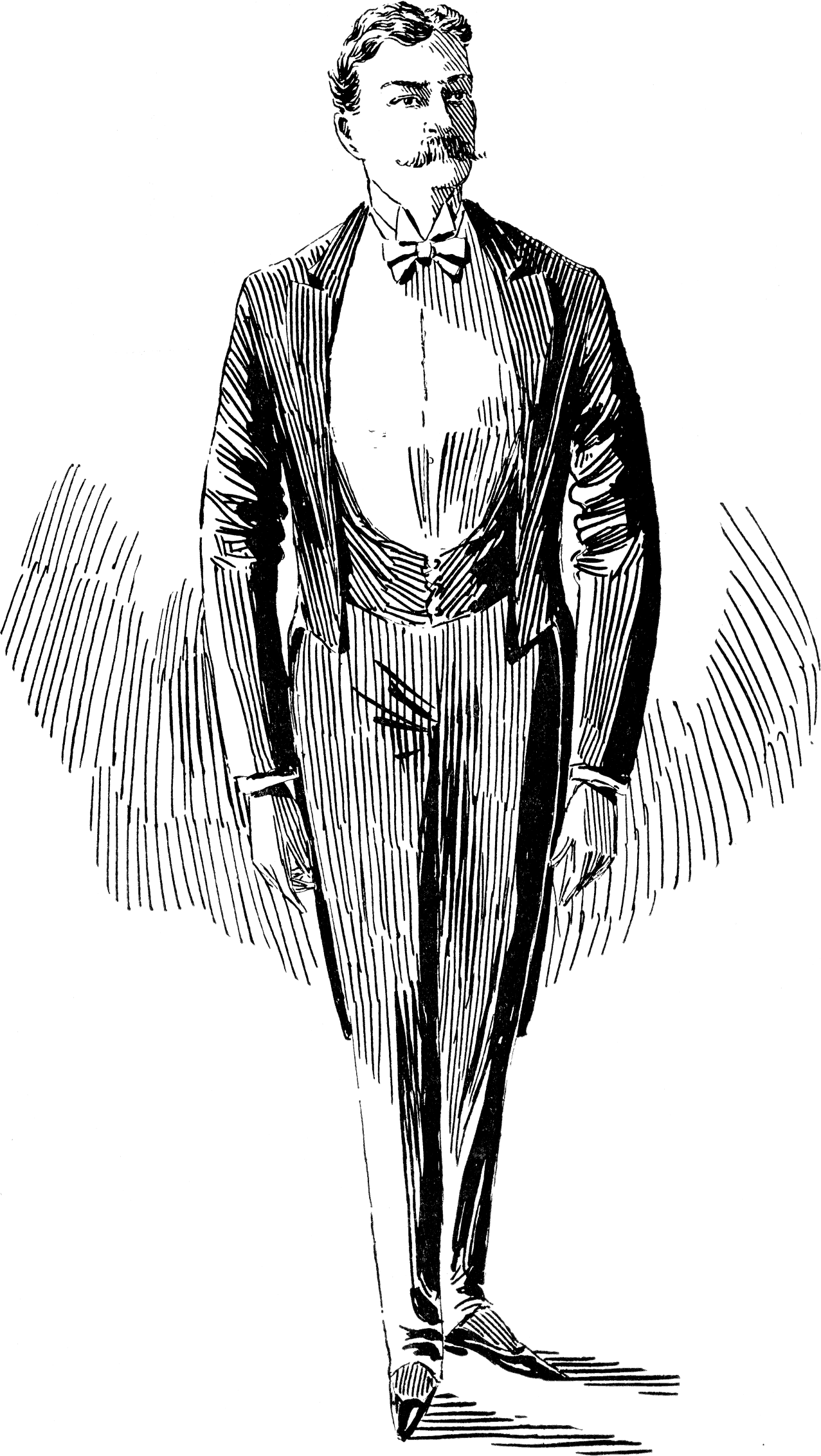
Un homme du monde en 1895.

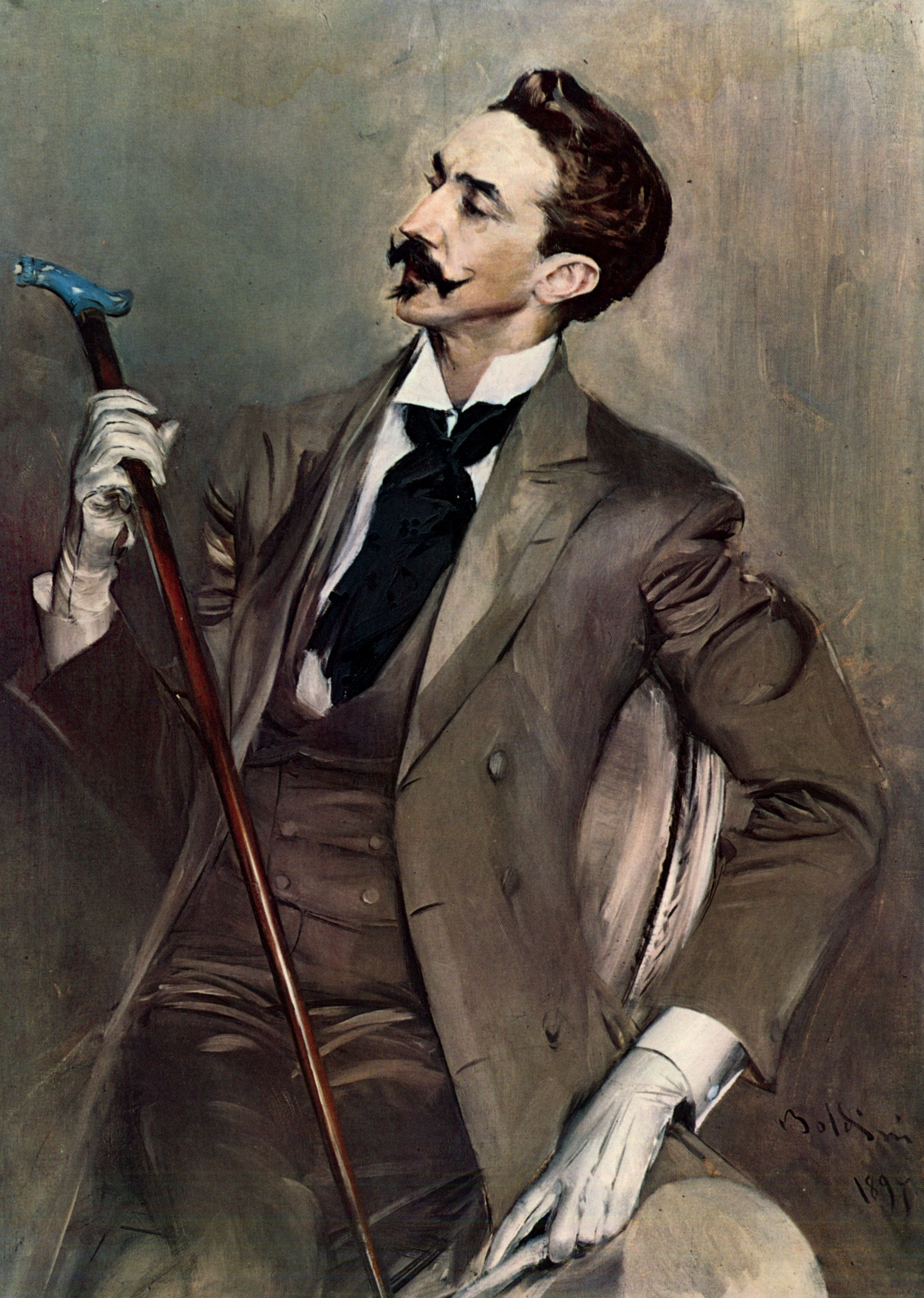
L'élégant Robert de Montesquiou, dandy et poète.

Il y a eu très peu d'évolution tout au long du XIXe siècle et au début du XXe siècle, dans le très simple costume trois pièces (pantalon, veste et gilet) noir ou sombre. Porté aussi bien par les hommes les plus aisés que par la bourgeoisie plus modeste. Les différences, subtiles, se font sur les accessoires : qualité des tissus, montre à chaînette d'or, canne à pommeau sculpté, gants de chevreau, etc. font la panoplie de l'homme du monde ou du dandy.
De même, les tenues des ouvriers et des paysans restent très figées, comme tout au long du siècle précédent.
Les cheveux étaient généralement portés courts ; ni favoris ni cheveux mi-longs n'étaient plus en faveur. La moustache était très à la mode, et dans une moindre mesure, une petite barbichette pointue.

## L'évolution de la silhouette féminine

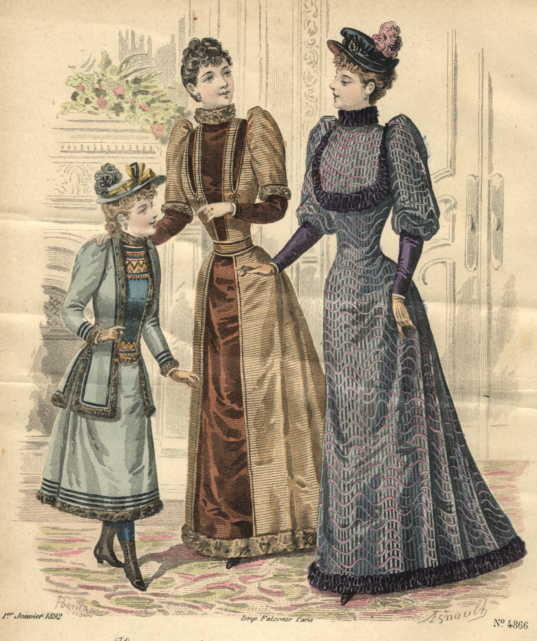
Gravure de mode en 1892.
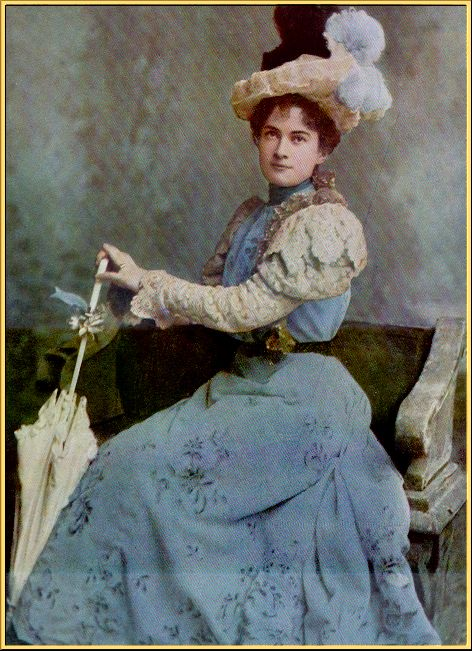
Vers 1892.
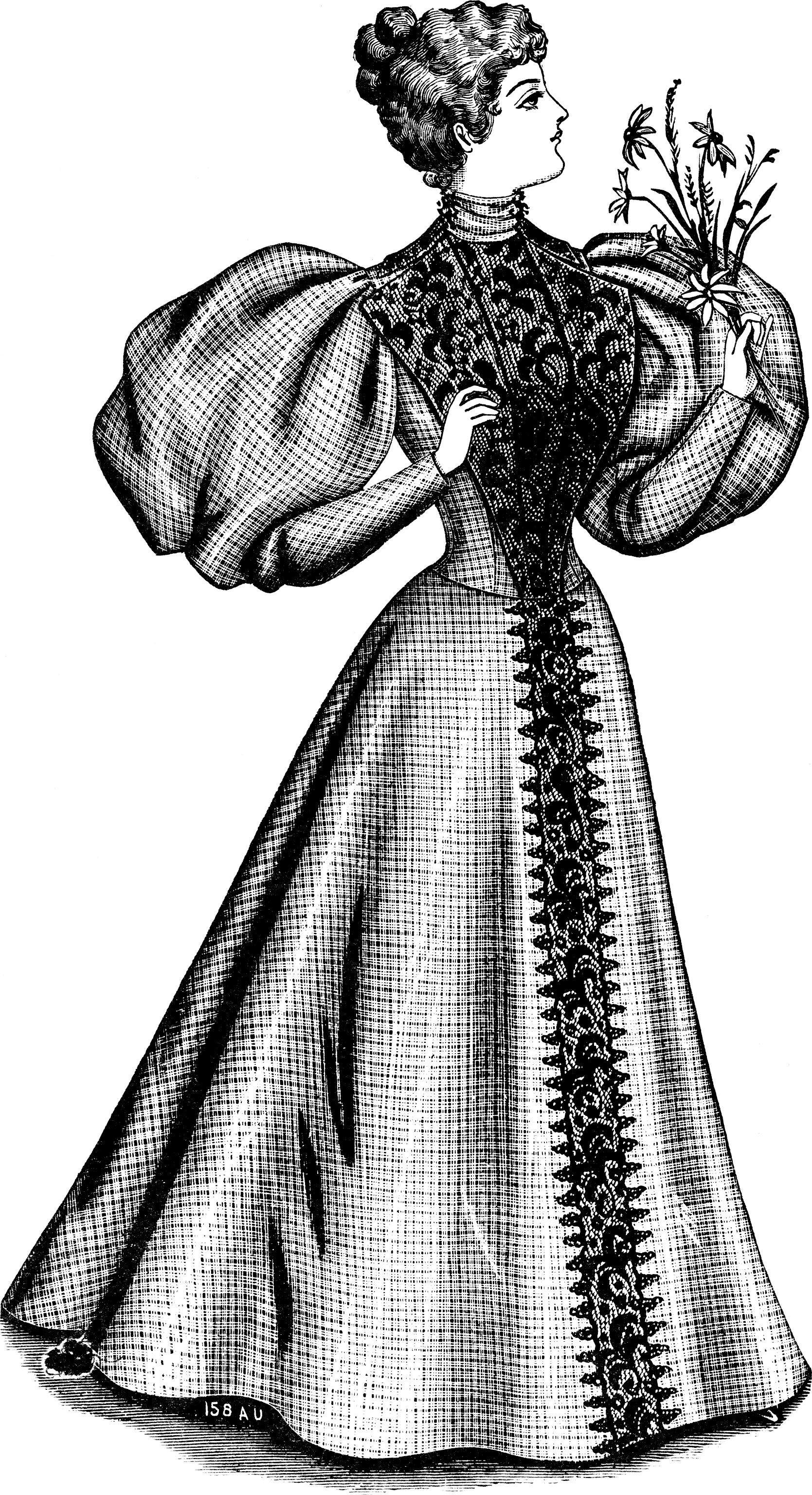
En 1895 : le summum de la mode des manches gigot.
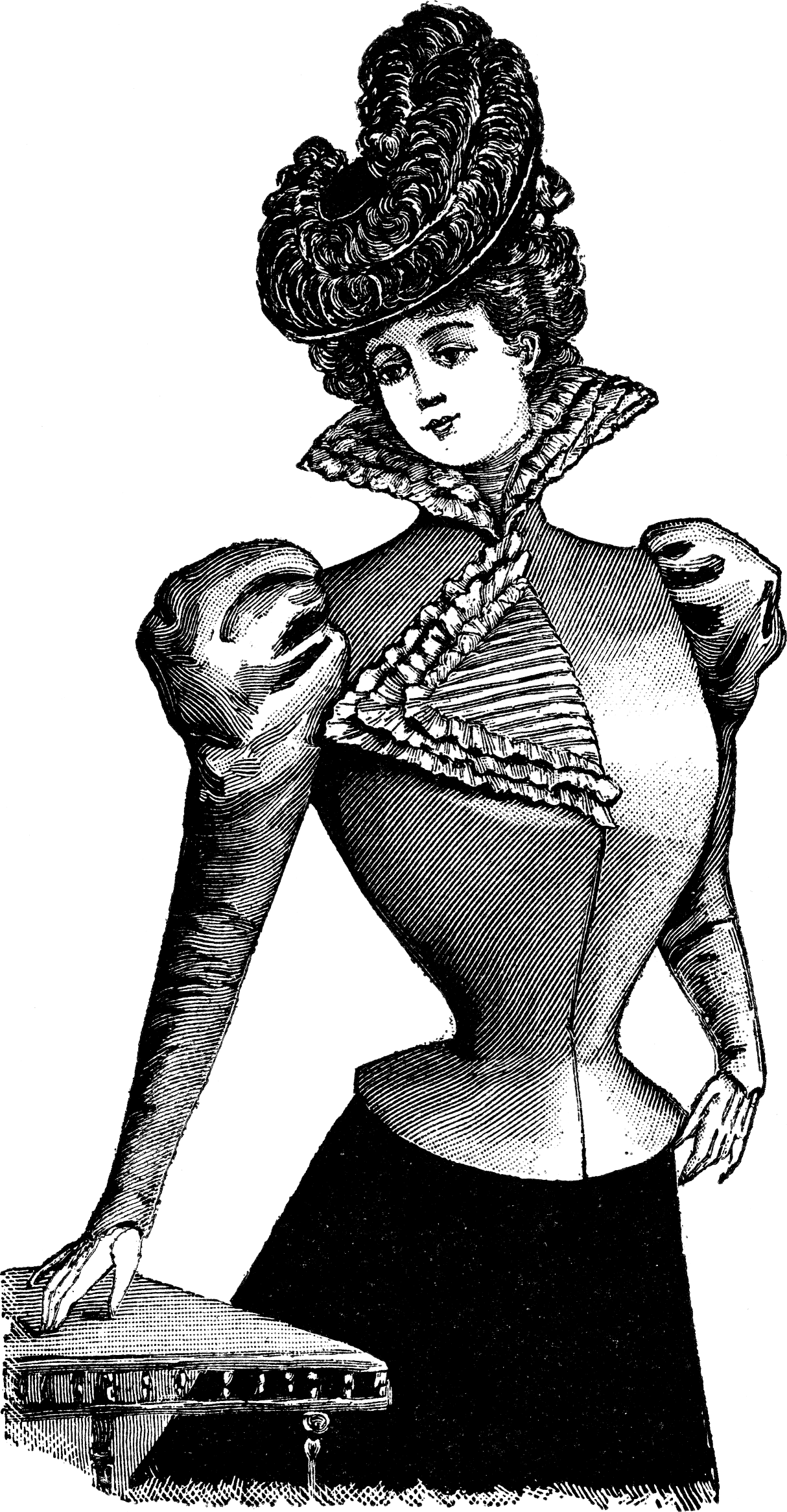
En 1897 : les manches redeviennent plus simples.
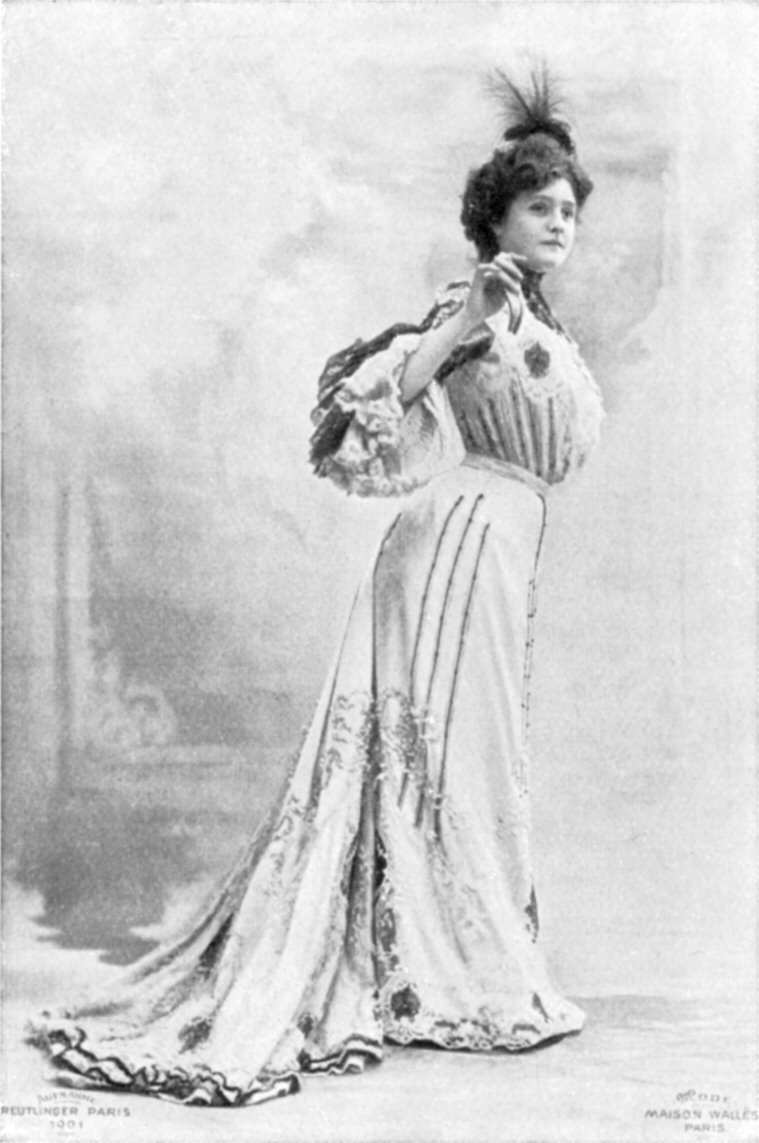
En 1901, la nouvelle silhouette en S.
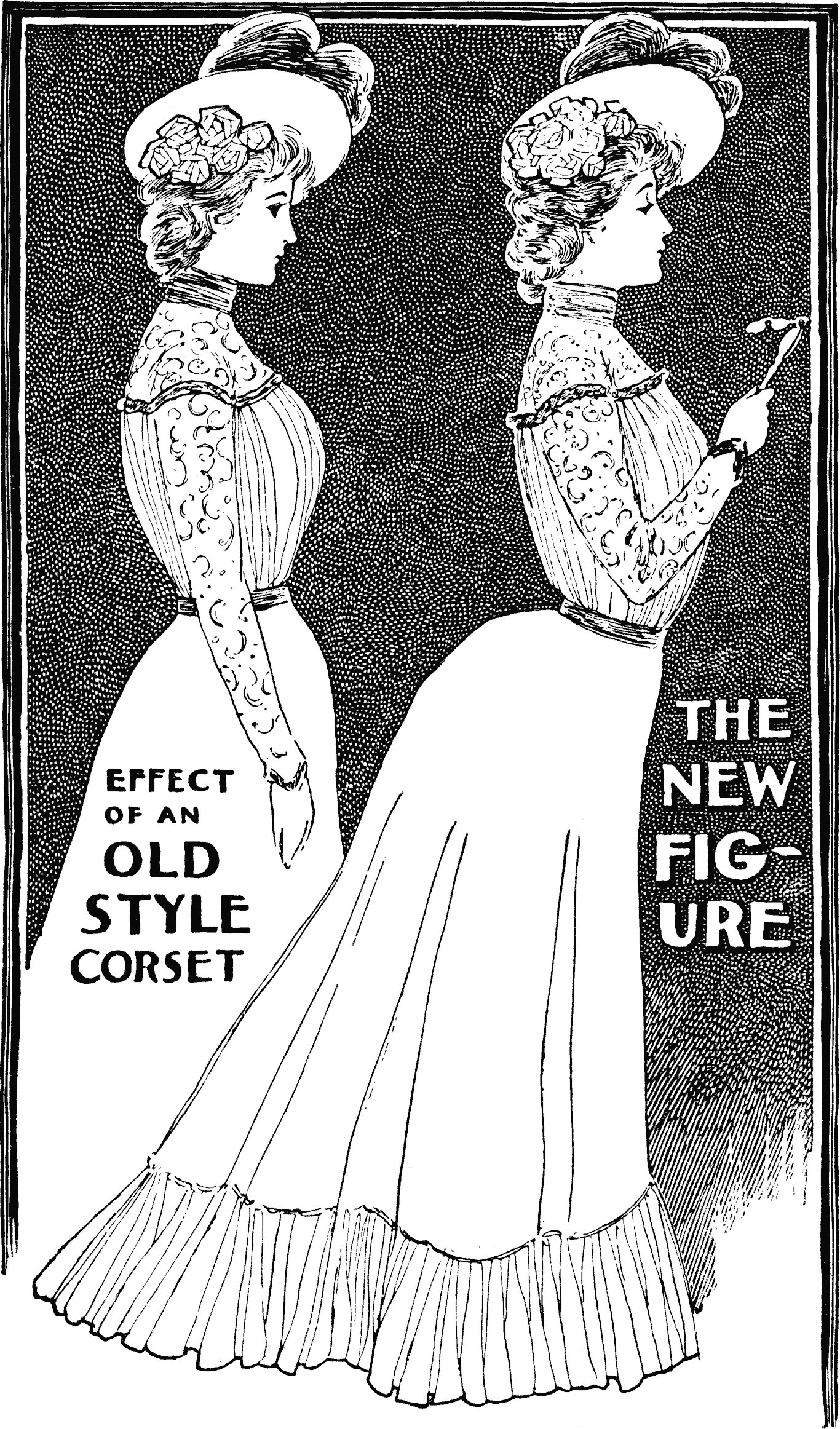
Publicité d'un corsetier pour ses corsets nouveaux.
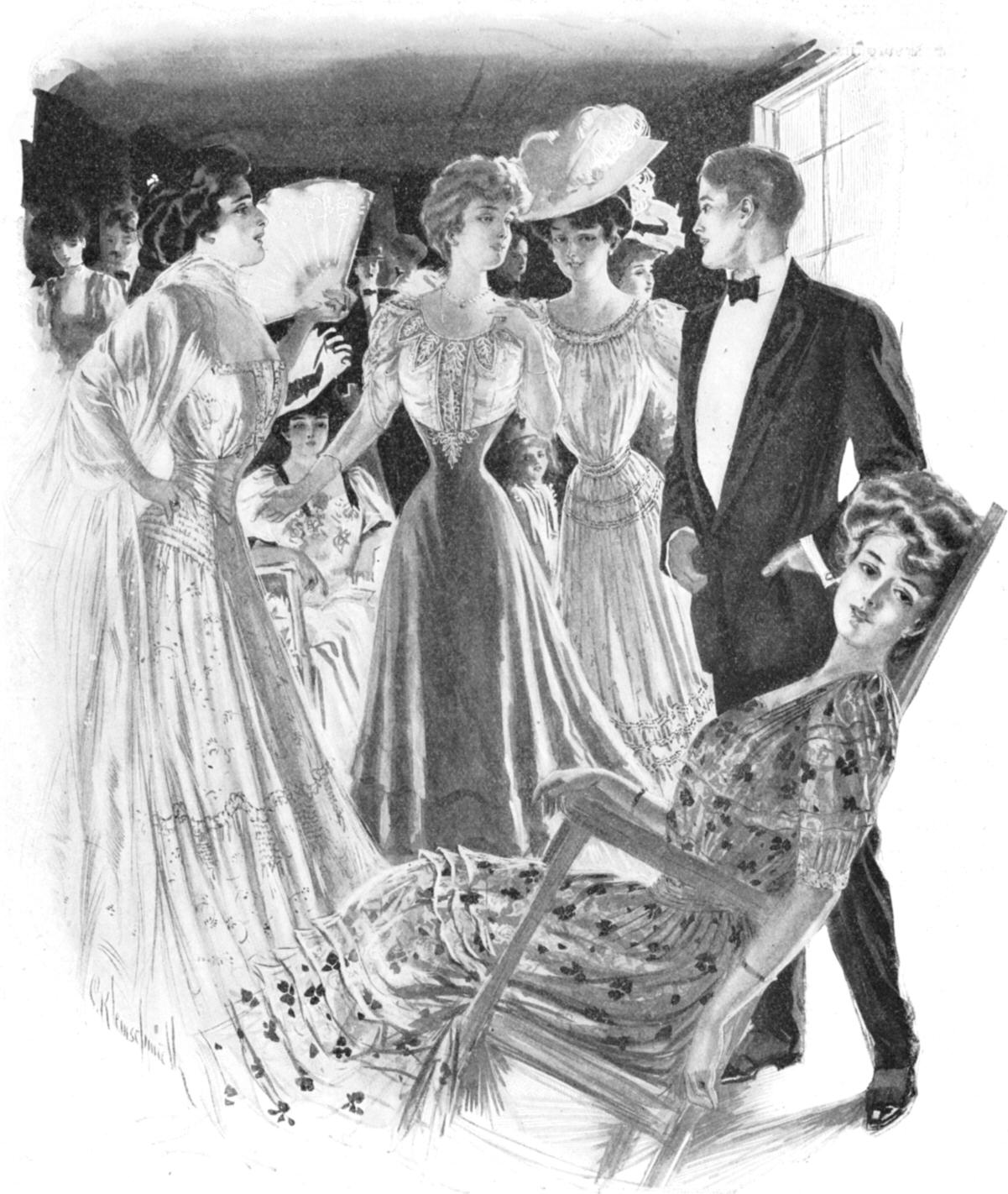
Tenues de soirée en 1906.
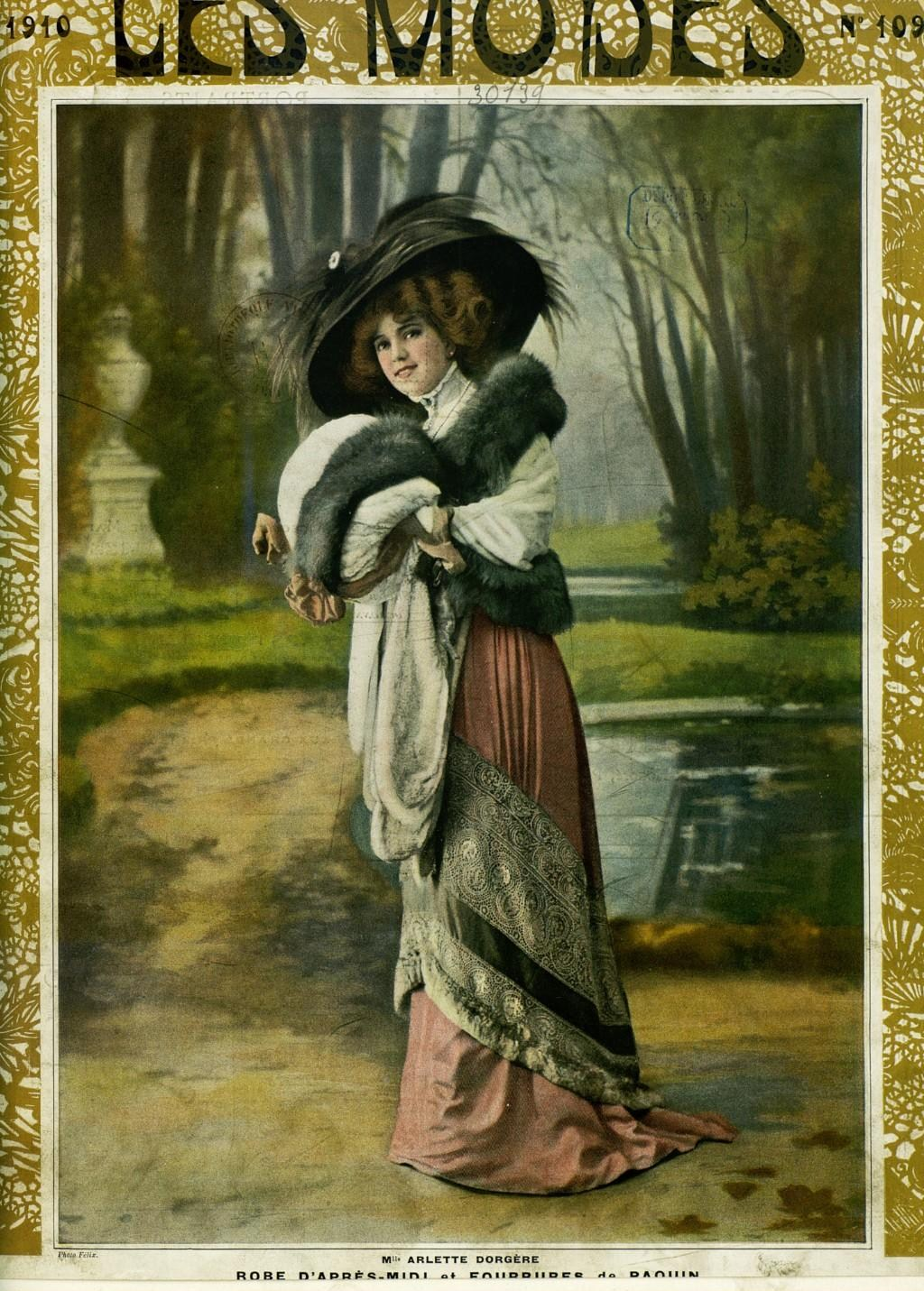
Arlette Dorgère en robe robe d'après midi en 1910

De façon générale, la jupe a perdu de l'ampleur de façon assez régulière, des années 1870 à 1910, tandis que le haut du corps, après avoir commencé à s'élargir pour compenser (manches gigot des années 1895), s'est mis lui aussi à s'amincir. À quelques exceptions près, la silhouette n'a cessé de perdre de l'ampleur et de la superbe, avant d'aboutir aux vêtements basiques et utilitaires du XXe siècle.
- Passage de la crinoline à la tournure des années 1870-1900, puis à une jupe de beaucoup moins d'ampleur portée sur de simples jupons.
- Évolution de la silhouette : grâce au nouveau corset droit devant élaboré par Inès Gaches-Sarraute, les hanches et fesses sont projetées en arrière, les reins très cambrés, tandis que la poitrine pigeonne. De profil, la femme a donc une silhouette dite en S.
- Nouvelles tenues féminines conçues exclusivement pour le sport : la bicyclette, la natation, le corset permettant l'équitation ou le golf. Elizabeth Smith Miller, une Anglaise, a inventé au milieu du XIXe siècle des culottes bouffantes. Elles sont popularisées par Amelia Bloomer et vont porter son nom, les bloomers. Décriées comme inconvenantes et pratiquement pas portées à leur invention, celles-ci vont trouver leur usage à partir des années 1890-1900, dans la pratique de la bicyclette - même si certains les critiquent encore, pensant que seule la jupe longue puisse convenir à une femme, elles seront communément utilisées, mais pour cette seule activité, inaugurant ainsi, avec les tenues de bain, les vêtements spécifiques à un sport coutumiers de nos jours. Les bloomers disparaissent dans les années 1910-1920.

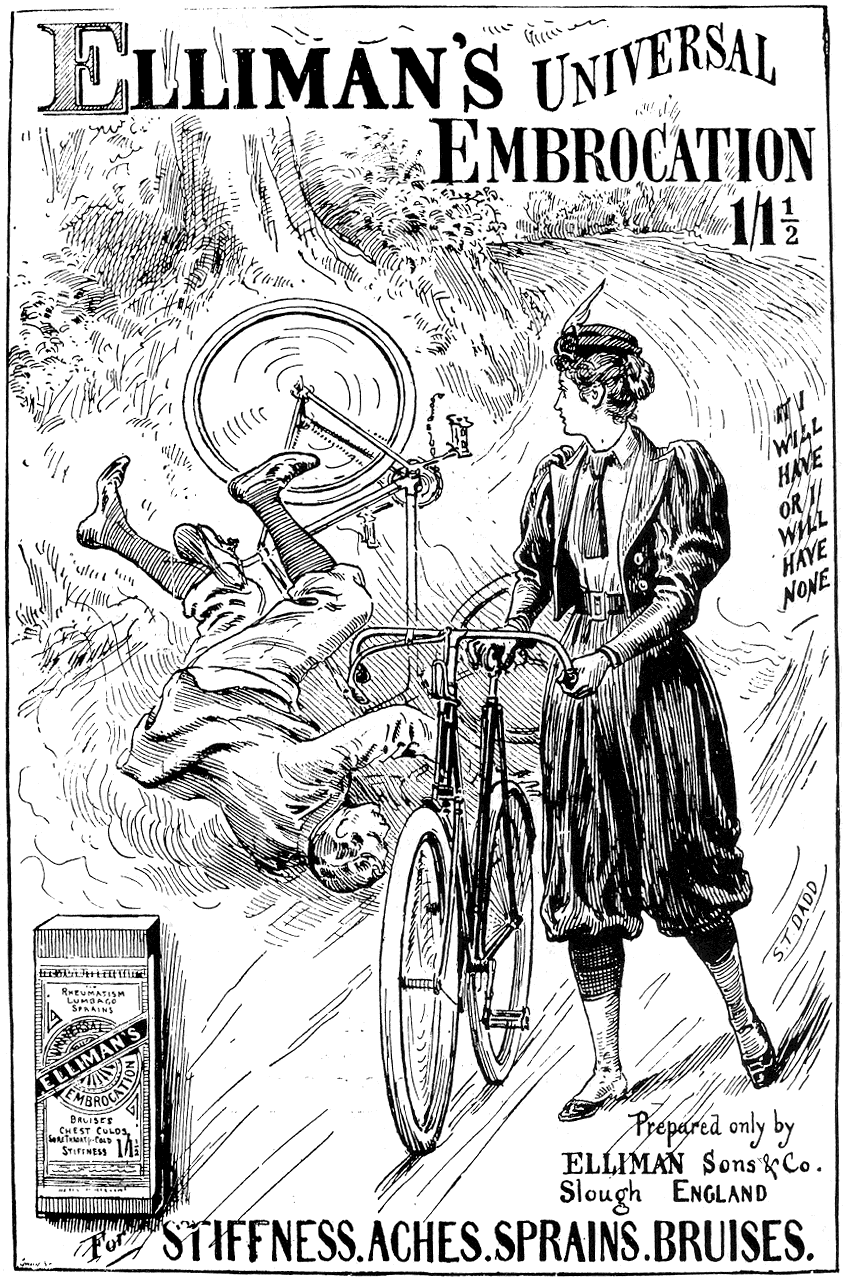
À bicyclette. La jeune femme porte des bloomers.
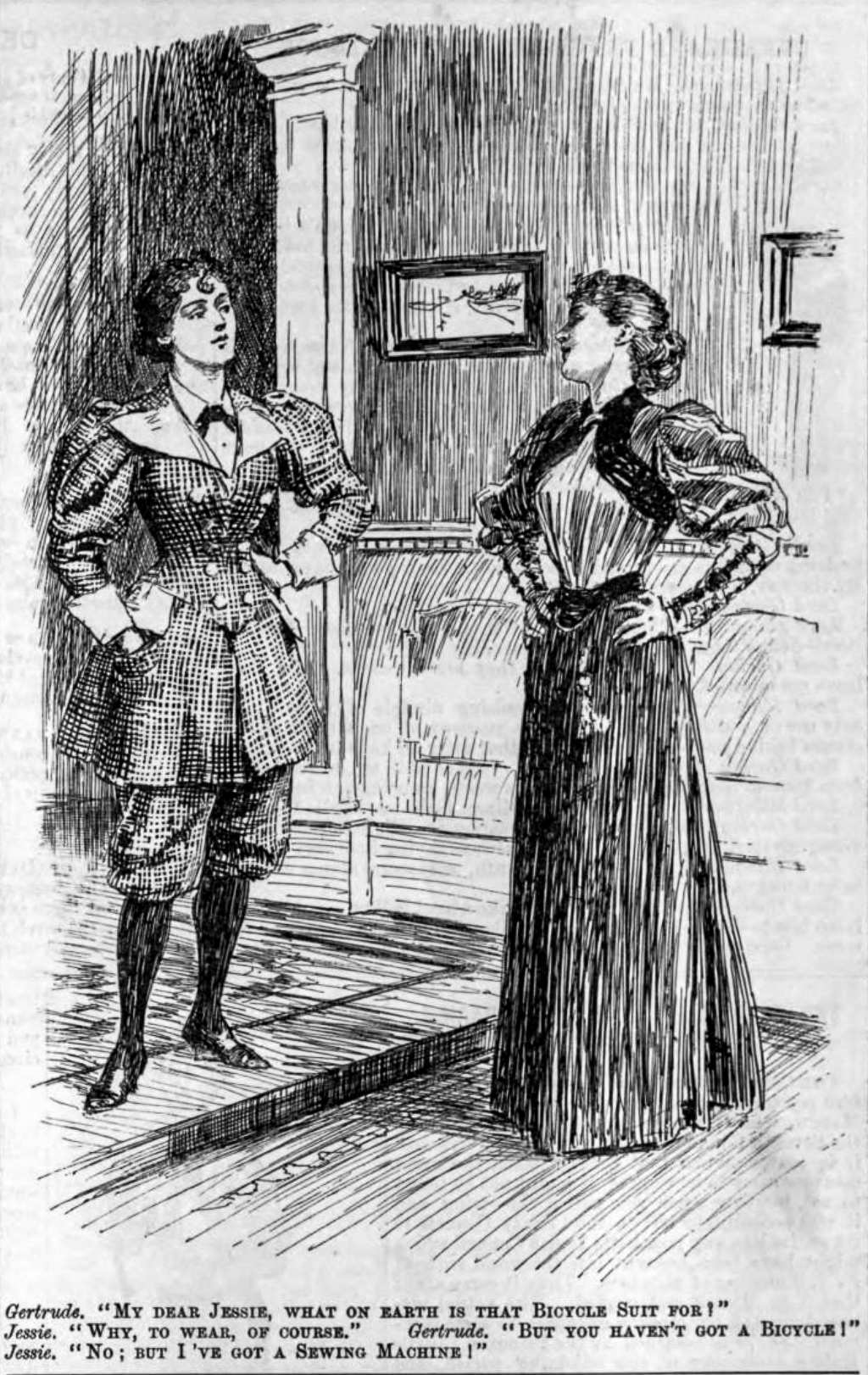
Envie de porter sa tenue de bicyclette à la ville.
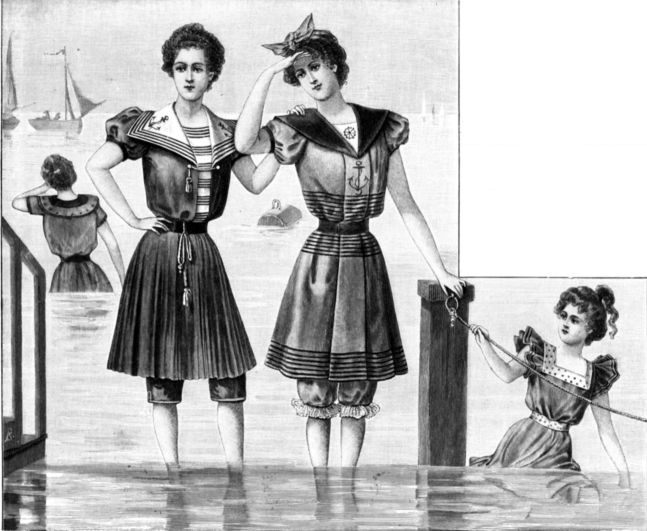
Costumes de bain en 1898.
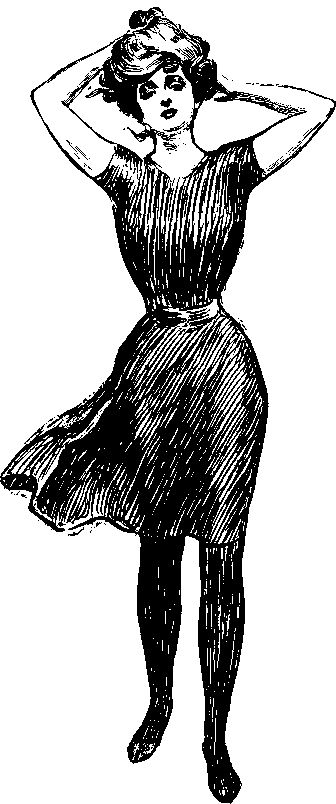
Pin-up sur la plage. (1903)
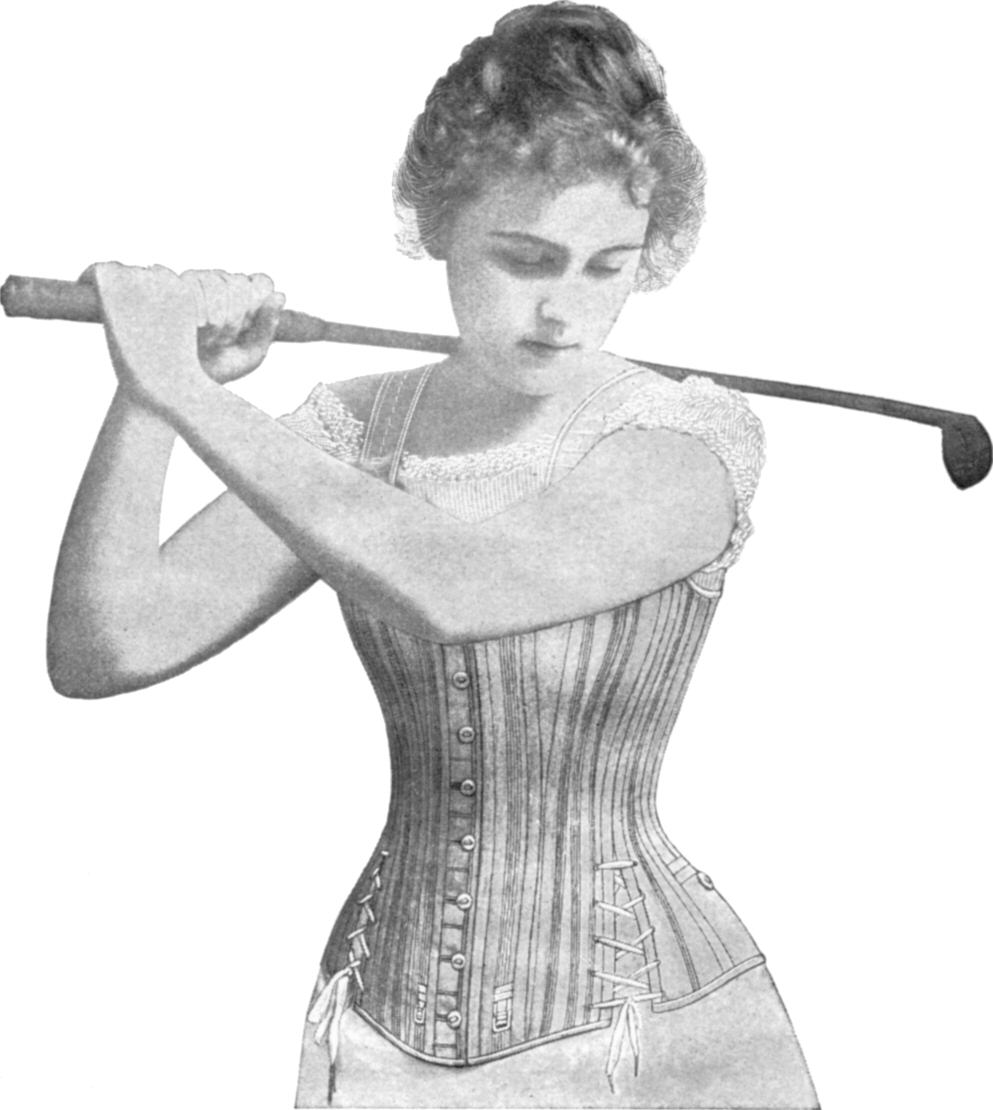
The winning girl (la gagnante). Corset facilitant le sport.

## Les dessous
Les dessous de la Belle Époque mettent à l'honneur la dentelle, les rubans, et représentent un peu l'âge d'or du frou-frou.
La femme revêt, dans l'ordre : une longue chemise (en coton, en batiste, etc.), par-dessus laquelle elle lace son corset (qui n'est jamais placé à même la peau, ce qui le salirait trop vite et obligerait à des lavages et un rachat trop fréquents). Puis elle met, souvent, un cache-corset brodé (qui tend à disparaître au début du XXe siècle cependant), des pantalons au bas de dentelles, une tournure (descendante de la crinoline), un ou des jupons et enfin sa robe.
1901 voit la création du tout nouveau corset "droit devant".

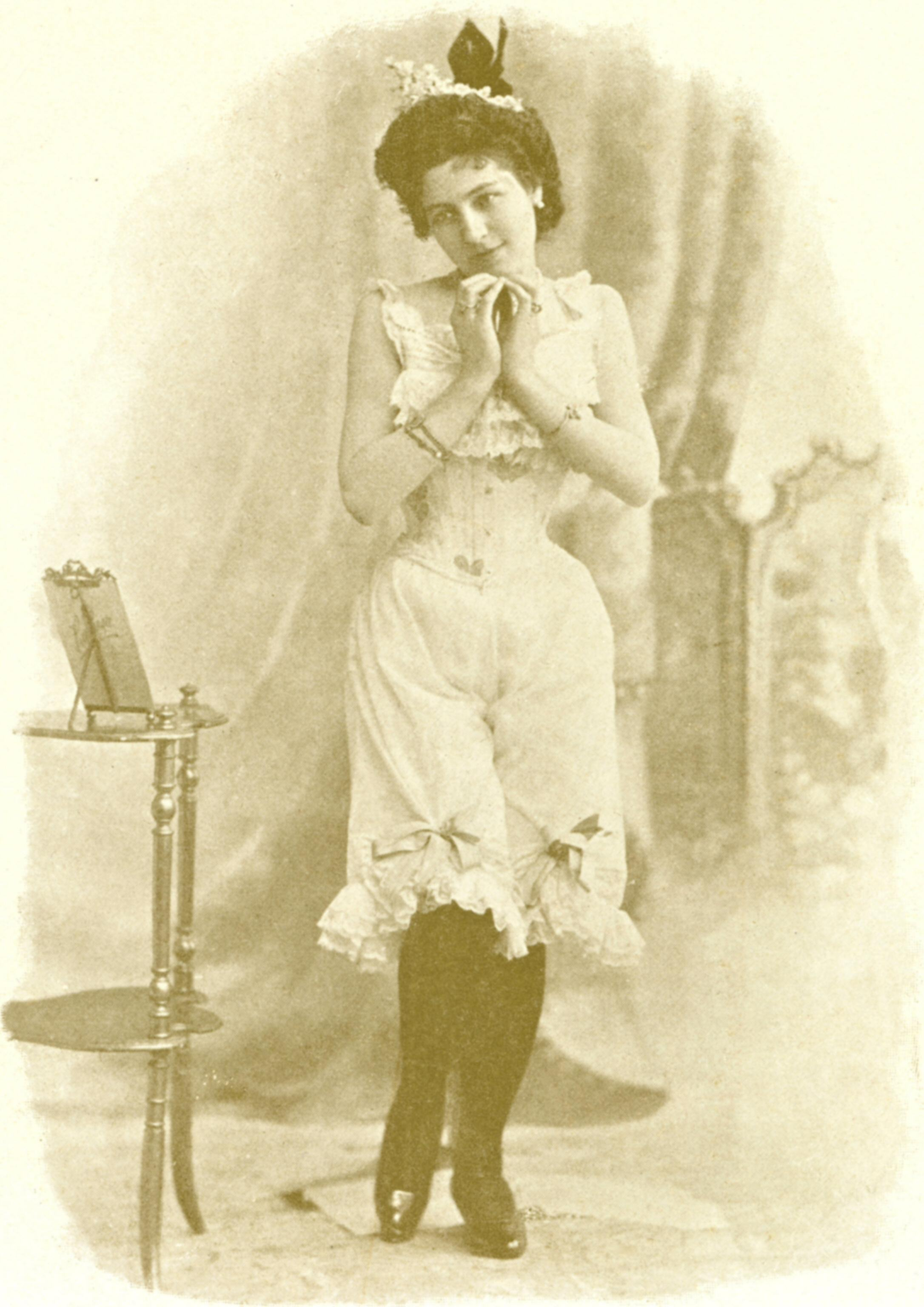
Les dessous de 1895-1900
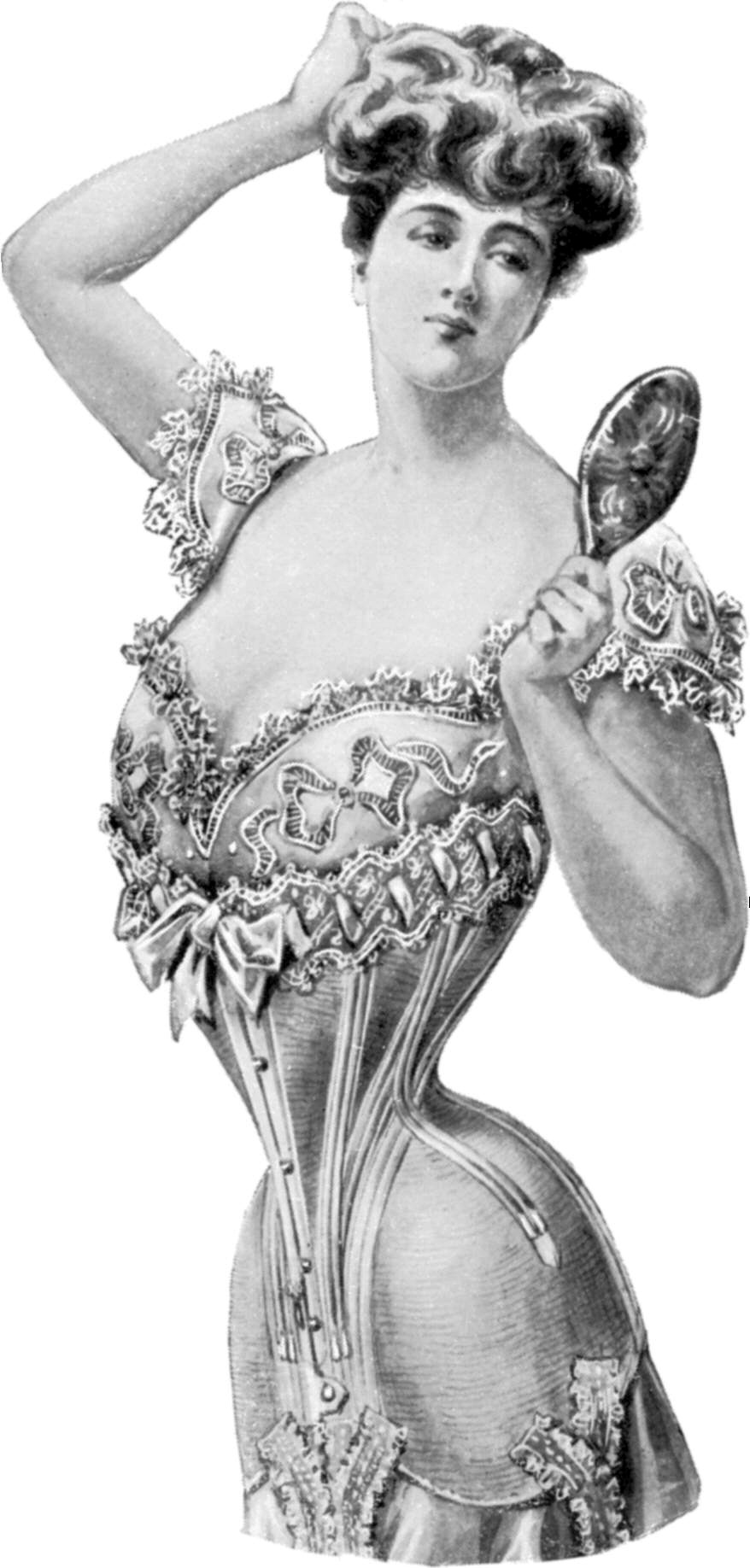
Les dessous de 1905

## Les accessoires de mode
- Chapeaux : à l'époque, il était encore très mal vu de sortir tête nue ou en cheveux, chose que seules les femmes du peuple faisaient ; les femmes aisées et même les plus simples bourgeoises ne se montraient jamais dans la rue sans porter de chapeau, accessoire essentiel. La Belle Époque a donné lieu aux constructions chapelières les plus extraordinaires, chargées de plumes, de faux fruits et de fleurs, rappelant dans un autre genre les extravagantes constructions capillaires des femmes de la cour au milieu du XVIIIe siècle. De façon intéressante, c'est vers 1910, lorsque la silhouette générale se simplifie et s'amincit, que les chapeaux deviennent les plus larges et imposants.
- La plupart des femmes portaient des gants de chevreau ou d'agneau, lavables ; il en existait aussi en daim, et pour le soir (Gant du soir), en soie rebrodée. Tous étaient extrêmement étroits, moulant la main jusqu'au poignet, voire jusqu'à l'avant-bras.
- Chaussures : la chaussure féminine la plus répandue est la bottine de cuir, fermées par de petits boutons
- Ombrelles : en dehors des plus utilitaires parapluies, les ombrelles destinées à protéger le teint du soleil étaient portées tout au long de l'année. Ajourées, couvertes de dentelles, au manche de bois ou d'ivoire sculpté, elles ajoutaient beaucoup à l'élégance et la délicatesse de l'ensemble.
- bijoux : l'Art nouveau a produit des bijoux extraordinaires, superbes ; les artistes n'hésitaient pas à se faire designers à l'occasion, comme le célèbre Mucha, qui a créé de nombreux bijoux.